# کاکسروتیو
کاکسروتیو لقبی نوساخته است. این واژه یک تکواژ چندوجهی مرکب از واژه دیوث (cuckold) و عنوان سیاسی محافظه‌کار بوده، و به طور فزاینده‌ای در جنبش محافظه کار آمریکا، و در بین برتردانان نژاد سفید محبوب شده است.
واژه کاکسروتیو در میانه ژوئیه ۲۰۱۵ چند هفته پیش از نخستین مناظره انتخابات مقدماتی ریاست جمهوری حزب جمهوریخواه در انتخابات ریاست‌جمهوری ۲۰۱۶ ایالات متحده آمریکا به اوج کاربرد خود رسید. این واژه، خصوصاً با اقبال دونالد ترامپ و رقابت او برای ریاست جمهوری محبوبیت خود را حفظ کرد.
منشأ این واژه سایت‌هایی چون ۴چن  و دیگر سایت‌های جنبش راست جایگزین بودند.

## تعریف
یک تعریف واژه محافظه کاری است که خودفروخته می‌شود و همه اصول اساسی چپ را پذیرفته و با ارزش‌های لیبرال احساس نزدیکی می‌کند. این واژه با عبارت فقط اسما جمهوری‌خواه نزدیک است. لفظ دیوظه کار به نوع خاصی از جمهوریخواهان مرد گفته می‌شود که از تنزل خود و تحقیر خود به دلیل اقداماتشان به دلیل صرفنظر از معیارهای اخلاقیشان خشنود می‌شوند.